# Sida elliottii
Sida elliottii là một loài thực vật có hoa trong họ Cẩm quỳ. Loài này được Torr. & A. Gray miêu tả khoa học đầu tiên năm 1838.